# Championnats du monde de cyclo-cross 2017
Navigation
Édition précédente Édition suivante
Les championnats du monde de cyclo-cross 2017, soixante-huitième édition des championnats du monde de cyclo-cross, ont lieu les 28 et 29 janvier 2017 à Belvaux dans la commune de Sanem, au Luxembourg.

## Organisation
Les championnats du monde sont organisés sous l'égide de l'Union cycliste internationale. C'est sur un circuit inédit qu'à lieu cette 68e édition, et la cinquième fois que l'épreuve est organisée au Luxembourg, la dernière édition remontant à 1968.
Les horaires de course sont donnés en heure locale.
| Samedi 28 janvier - 11 h 00 : Juniors - 13 h 00 : Femmes Moins de 23 ans - 15 h 00 : Femmes élites | Dimanche 29 janvier - 11 h 00 : Hommes Moins de 23 ans - 15 h 00 : Hommes élites |

## Présentation

### Favoris

#### Hommes Élites
Les deux grands favoris sont incontestablement Wout van Aert, champion du monde sortant, et Mathieu van der Poel. Les deux crossmen ont dominé la saison, enchaînant les victoires chacun leur tour et remportant les trois challenges phares de la saison. Derrière les deux stars actuelles, la lutte sera réduite à une troisième place. Une armada belge y prétendra avec en chef de file Kevin Pauwels, souvent troisième, Tom Meeusen, Michael Vanthourenhout ou Laurens Sweeck. L'Allemagne aura fort à espérer avec Marcel Meisen, monté en puissance tout au long de la saison. Clément Venturini pour la France sera outsider tout comme le néerlandais Lars van der Haar, longtemps blessé cette saison.

#### Femmes Élites
La catégorie féminine s'annonce assez ouverte. Si néerlandaise Sophie de Boer est favorite, elle devra compter sur la belge Sanne Cant et sa compatriote Marianne Vos de retour à la compétition et vainqueur des trois dernières manches de coupe du monde. L'américaine Katherine Compton, la française Caroline Mani et la tchèque Kateřina Nash sont prétendantes à un podium. À domicile, la luxembourgeoise Christine Majerus pourrait bien se distinguer.

#### Hommes Espoirs
Ici, un trio semble se détacher, représenté par deux belges, Eli Iserbyt et Quinten Hermans, et un néerlandais, Joris Nieuwenhuis. L'italien Gioele Bertolini est aussi prétendant à une médaille, vainqueur d'une manche de Coupe du monde. La France pourra compter sur Clément Russo, la République tchèque sur Adam Toupalik, second l'an passé.

#### Hommes Juniors
Un duel est attendu chez les juniors. Le britannique Thomas Pidcock, ayant marqué la saison du fait de la présence nouvelle de sa nation, sera opposé au belge Toon Vandebosch. Beaucoup de nations pourront prétendre à un podium, la France avec Antoine Benoist et Maxime Bonsergent, les États-Unis avec Denzel Stephenson et Lane Maher, les Pays-Bas avec Thymen Arensman, et la Belgique à nouveau avec Jelle Camps et Yentl Bekaer.

### Les grands absents
Le belge Toon Aerts, Champion d'Europe, et seul coureur à avoir battu Wout van Aert et Mathieu Van der Poel, s'est fracturé la clavicule et l'omoplate dans une chute survenue lors de la huitième manche de la Coupe du monde et ne participe pas à la compétition. Klaas Vantornout, en deçà cette saison, n'a pas été sélectionné pour représenter la Belgique.
La championne du monde en titre, Thalita de Jong, blessée à la suite d'une chute à Hoogerheide à une semaine des mondiaux, doit faire l'impasse.

## Résultats

### Hommes
| Épreuves        | Or                | Argent               | Bronze         |
| --------------- | ----------------- | -------------------- | -------------- |
| Élites          | Wout van Aert     | Mathieu van der Poel | Kevin Pauwels  |
| Moins de 23 ans | Joris Nieuwenhuis | Felipe Orts          | Sieben Wouters |
| Juniors         | Thomas Pidcock    | Daniel Tulett        | Ben Turner     |

### Femmes
| Épreuves        | Or              | Argent       | Bronze        |
| --------------- | --------------- | ------------ | ------------- |
| Élites          | Sanne Cant      | Marianne Vos | Katerina Nash |
| Moins de 23 ans | Annemarie Worst | Ellen Noble  | Evie Richards |

## Classements

### Course masculine
| Pos                                | Cycliste             | Pays      | Temps           |
| ---------------------------------- | -------------------- | --------- | --------------- |
|                                    | Wout van Aert        | Belgique  | 1 h 02 min 08 s |
| Médaille d'argent, Coupe du Monde  | Mathieu van der Poel | Pays-Bas  | +44 s           |
| Médaille de bronze, Coupe du Monde | Kevin Pauwels        | Belgique  | +2 min 09 s     |
| 4.                                 | Lars van der Haar    | Pays-Bas  | +2 min 52 s     |
| 5.                                 | Corné van Kessel     | Pays-Bas  | +3 min 09 s     |
| 6.                                 | Laurens Sweeck       | Belgique  | +3 min 29 s     |
| 7.                                 | Michael Boros        | Tchéquie  | +3 min 47 s     |
| 8.                                 | Gianni Vermeersch    | Belgique  | +4 min 02 s     |
| 9.                                 | Simon Zahner         | Suisse    | +4 min 08 s     |
| 10.                                | Sascha Weber         | Allemagne | +4 min 29 s     |

### Course masculine des moins de 23 ans
| Pos                                | Cycliste          | Pays     | Temps       |
| ---------------------------------- | ----------------- | -------- | ----------- |
|                                    | Joris Nieuwenhuis | Pays-Bas | 53 min 58 s |
| Médaille d'argent, Coupe du Monde  | Felipe Orts       | Espagne  | +1 min 23 s |
| Médaille de bronze, Coupe du Monde | Sieben Wouters    | Pays-Bas | +1 min 29 s |
| 4.                                 | Thijs Aerts       | Belgique | +1 min 34 s |
| 5.                                 | Nicolas Cleppe    | Belgique | +1 min 38 s |
| 6.                                 | Joshua Dubau      | France   | +1 min 56 s |
| 7.                                 | Gioele Bertolini  | Italie   | +2 min 03 s |
| 8.                                 | Simon Andreassen  | Danemark | +2 min 28 s |
| 9.                                 | Quinten Hermans   | Belgique | +2 min 30 s |
| 10.                                | Kelvin Bakx       | Pays-Bas | m.t.        |

### Course masculine des juniors
| Pos                                | Cycliste          | Pays        | Temps       |
| ---------------------------------- | ----------------- | ----------- | ----------- |
|                                    | Thomas Pidcock    | Royaume-Uni | 41 min 24 s |
| Médaille d'argent, Coupe du Monde  | Daniel Tulett     | Royaume-Uni | +38 s       |
| Médaille de bronze, Coupe du Monde | Ben Turner        | Royaume-Uni | +44 s       |
| 4.                                 | Loris Rouiller    | Suisse      | +52 s       |
| 5.                                 | Antoine Benoist   | France      | +1 min 23 s |
| 6.                                 | Jelle Camps       | Belgique    | +1 min 37 s |
| 7.                                 | Timo Kielich      | Belgique    | +1 min 55 s |
| 8.                                 | Toon Vandebosch   | Belgique    | +1 min 56 s |
| 9.                                 | Denzel Stephenson | États-Unis  | +2 min 07 s |
| 10.                                | Niklas Märkl      | Allemagne   | +2 min 10 s |

### Course féminine
| Pos                                | Cycliste          | Pays        | Temps        |
| ---------------------------------- | ----------------- | ----------- | ------------ |
|                                    | Sanne Cant        | Belgique    | 43 min 06 s  |
| Médaille d'argent, Coupe du Monde  | Marianne Vos      | Pays-Bas    | + 01 s       |
| Médaille de bronze, Coupe du Monde | Katerina Nash     | Tchéquie    | + 21 s       |
| 4.                                 | Lucinda Brand     | Pays-Bas    | + 21 s       |
| 5.                                 | Maghalie Rochette | Canada      | + 36 s       |
| 6.                                 | Eva Lechner       | Italie      | + 53 s       |
| 7.                                 | Christine Majerus | Luxembourg  | + 1 min 21 s |
| 8.                                 | Ellen Van Loy     | Belgique    | + 1 min 25 s |
| 9.                                 | Nikki Brammeier   | Royaume-Uni | + 1 min 31 s |
| 10.                                | Kaitlin Antonneau | États-Unis  | + 1 min 46 s |

### Course féminine des moins de 23 ans
| Pos                                | Cycliste                   | Pays        | Temps        |
| ---------------------------------- | -------------------------- | ----------- | ------------ |
|                                    | Annemarie Worst            | Pays-Bas    | 43 min 47 s  |
| Médaille d'argent, Coupe du Monde  | Ellen Noble                | États-Unis  | + 10 s       |
| Médaille de bronze, Coupe du Monde | Evie Richards              | Royaume-Uni | + 26 s       |
| 4.                                 | Laura Verdonschot          | Belgique    | + 1 min 08 s |
| 5.                                 | Manon Bakker               | Pays-Bas    | + 1 min 41 s |
| 6.                                 | Nikola Noskova             | Tchéquie    | + 1 min 44 s |
| 7.                                 | Ceylin del Carmen Alvarado | Pays-Bas    | + 2 min 17 s |
| 8.                                 | Emma White                 | États-Unis  | + 2 min 37 s |
| 9.                                 | Malene Degn                | Danemark    | + 2 min 45 s |
| 10.                                | Inge van der Heijden       | Pays-Bas    | + 2 min 57 s |

## Tableau des médailles
| Rang  | Nation          | Or | Argent | Bronze | Total |
| ----- | --------------- | -- | ------ | ------ | ----- |
| 1     | Pays-Bas        | 2  | 2      | 1      | 5     |
| 2     | Belgique        | 2  | 0      | 1      | 3     |
| 3     | Grande-Bretagne | 1  | 1      | 2      | 4     |
| 4     | Espagne         | 0  | 1      | 0      | 1     |
| 4     | États-Unis      | 0  | 1      | 0      | 1     |
| 6     | Tchéquie        | 0  | 0      | 1      | 1     |
| Total | Total           | 5  | 5      | 5      | 15    |